# Sitio de Puebla
El Sitio de Puebla fue una acción militar que tuvo lugar del 16 de marzo al 17 de mayo de 1863 en Puebla, México, entre las fuerzas de Francia, dirigidas por Frédéric Forey, y el Ejército de Oriente mexicano, comandado por Jesús González Ortega. El resultado, tras 62 días de una cruenta batalla que prácticamente destruyó la ciudad, fue la derrota de las fuerzas mexicanas, lo que permitió el avance de las tropas invasoras hasta la Ciudad de México y el posterior establecimiento del Segundo Imperio Mexicano.

## Antecedentes
Luego de ser vencidas en la batalla del 5 de mayo de 1862, las fuerzas francesas se replegaron hacia Veracruz para preparar una segunda incursión en territorio mexicano, a la vez que se solicitaba a París el envío de refuerzos. A finales de ese año arribaron dos divisiones bajo el mando del general Élie-Frédéric Forey, designado para sustituir al conde de Lorencez, con lo que el total de efectivos ascendió a 30,000, a los que se agregaron 8,000 mexicanos comandados por los generales conservadores Juan Nepomuceno Almonte y Leonardo Márquez. Las divisiones francesas, a su vez, eran dirigidas por Charles Abel Douay y por François Achille Bazaine. Este ejército se puso en marcha hacia a Puebla a principios de marzo de 1863, con 56 cañones y una reserva de 2,400,000 cartuchos para las armas portátiles.
Mientras tanto, el general Jesús González Ortega había asumido el mando del Ejército de Oriente, luego de que Ignacio Zaragoza, vencedor de la batalla del 5 de mayo, había muerto el 8 de septiembre de 1862 de tifus y no de fiebre tifoidea como comúnmente se ha creído. Para marzo de 1863, Puebla era "la plaza mejor defendida de México". con una población de 80,000 personas, contaba con una guarnición de 21,000 soldados, 170 cañones y 18,000 mil armas portátiles. El alto mando del Ejército de Oriente había definido un plan de defensa basado en la construcción de un sistema de fuertes, la fortificación de cuatro zonas de manzanas en el casco urbano y el cerro de San Juan, agregar redientes y parapetos, así como líneas interiores apoyadas en edificios o templos. A los fuertes de Loreto y Guadalupe se agregaron los de Santa Anita (también conocido como El Demócrata), San Xavier o Iturbide, El Carmen o Hidalgo, la garita de Totimehuacán o Ingenieros, la iglesia de los Remedios o Zaragoza, La Misericordia o Independencia, el fortín del Señor de los Trabajos y la línea de Redientes del Parral o Morelos. Las fuerzas estarían dirigidas por algunos de los generales juaristas de mayor prestigio, como Felipe Berriozábal, Miguel Negrete, Porfirio Díaz, Tomás O'Horán y el italiano Luis Ghilardi.

## El Sitio de Puebla (62 días de asedio)

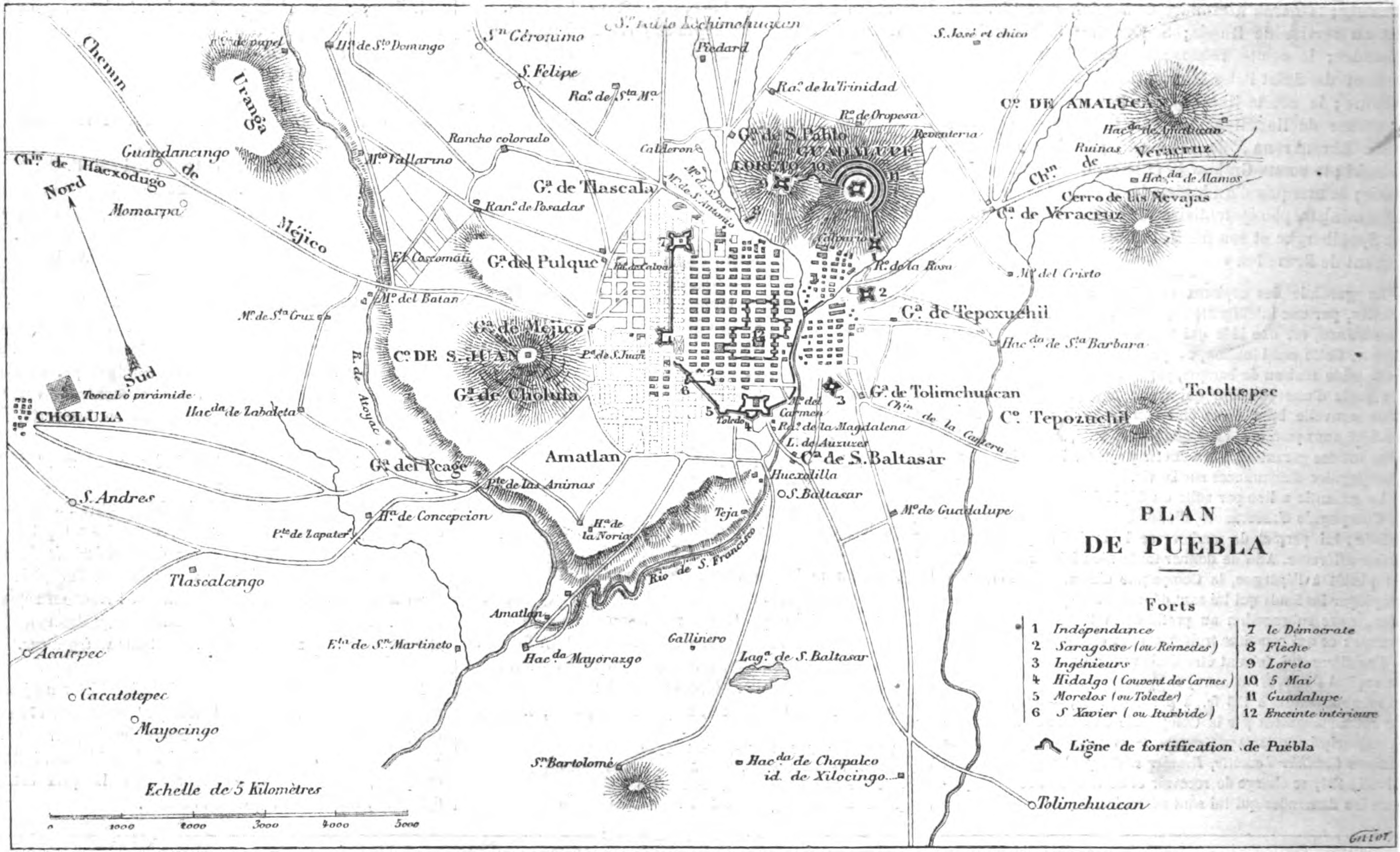
Mapa de la ciudad de Puebla y sus obras de defensa.

El 10 de marzo, Jesús González Ortega pidió que todo aquel que no participara en la defensa que se retirara, así como a los ciudadanos de nacionalidad francesa. El 16, los invasores arribaron a las inmediaciones de la ciudad. Dos días después se dividieron en dos grupos: el primero, dirigido por Douay, rodeó Puebla por el norte, y el otro, bajo el mando de Bazaine, por el sur, mientras que Forey estableció su cuartel general en el cerro de San Juan Centepec (actual Colonia La Paz). El 19 y 20 de marzo solo hubo disparos aislados, y la batalla comenzó formalmente el 21 de marzo, cuando las fuerzas de Miguel Negrete, apostadas en torno al fuerte de Loreto, recibieron más de 30 disparos de artillería.
Al comienzo de las operaciones, y tras consolidar su línea de ataque, los soldados de Bazaine lograron abatir la defensa del fuerte de San Xavier (llamado también de Iturbide o Penitenciaría) en el tercer intento; sin embargo, no contemplaron la férrea resistencia de los mexicanos en las manzanas aledañas al Paseo Bravo. El tercer asalto costó a los franceses 235 bajas, de las cuales 3 jefes y 13 oficiales. También murió de un disparo el comandante general de artillería Yernhet de Laumiére, mientras supervisaba a sus soldados. 500 bajas tuvo el ejército mexicano.

La toma del fuerte de San Javier no hizo avanzar las operaciones tanto como se había esperado; los mexicanos, con una tenacidad que estábamos muy lejos de esperar, se fortificaron en las casas vecinas, á cincuenta metros de distancia, únicamente, de los muros de la Penitenciaría; sus tiradores desde las azoteas dominaban nuestros ataques y dificultaban grandemente los trabajos. En vano fué petárdear las puertas; un ataque de sorpresa no tuvo éxito y el empleo de unas minas no dió ningún resultado. Mazas de piedras y de escombros, amontonados tras las paredes de las casas, las transformaban en sólidos parapetos, contra los que nada podían los procedimientos comunes de un sitio. El trazado regular de las calles, cuyo paso estaba cubierto por fuertes barricadas artilladas, permitía al enemigo formar de cien en cien metros verdaderas líneas fortificadas, de extrema solidez. El General en Jefe dió la orden de sitiar en regla cada una de estas manzanas.
Gustave Léon Niox

Tras tomar con dificultad la manzana de La Guadalupita (hoy avenida Reforma 1100), los franceses avanzaron con dirección al zócalo de la ciudad, siendo repelidos por la batería comandada por Porfirio Díaz en la calle del Hospicio (hoy avenida Reforma 900; en dicho sitio se encuentra actualmente una placa conmemorativa del hecho). En otra línea de ataque, el ejército francés intentó acceder al centro de la ciudad atacando el Convento de San Agustín, incendiándolo y entablando una feroz lucha cuerpo a cuerpo sin que la victoria fuera definitiva para ningún bando, ya que cuando los franceses tomaban una manzana, era inmediatamente recuperada por las fuerzas mexicanas, obligando a los franceses a retroceder y enfocar su ataque por otro lado. Uno de los episodios más notables fue la defensa del Convento de Santa Inés por parte de las fuerzas del general Miguel Auza Arrenechea, quien propinó una derrota a los franceses que pretendían apoderarse del patio del convento.
La batalla se convirtió entonces en una cruenta lucha calle por calle, "cuadra por cuadra, casa por casa, piso por piso, cuarto por cuarto, y por eso, porque muchas veces el enemigo estaba del otro lado de la calle y se disparaba de una puerta a otra, de una ventana a otra, se quedaban los cuerpos de los que habían muerto a mitad de la calle", lo que corrompió el aire y las fuentes de agua de la ciudad. Casi todos los edificios de la ciudad quedaron destruidos. En vista de la resistencia presentada por los mexicanos, a mediados de abril el alto mando francés realizó un Consejo de Guerra en el que se planteó suspender las hostilidades y dirigirse directamente hacia a la Ciudad de México; sin embargo, como uno de los objetivos del asedio era "cobrarse" la derrota del 5 de mayo, Forey decidió mantener el sitio a toda costa. Los defensores empezaron a padecer hambre, lo que sucedió aparejado con la escasez de municiones.
El 8 de mayo, tres divisiones mexicanas que conformaban el Ejército del Centro, comandadas por Ignacio Comonfort, intentaron romper el sitio para reaprovisionar la plaza, pero fueron derrotadas por las fuerzas de Bazaine en la Batalla de San Lorenzo Almecatla, en las cercanías de Cholula. Con sus efectivos diezmados y sin posibilidad de obtener víveres ni pertrechos, González Ortega convocó a su oficialidad a un Consejo de Guerra en el que se decidió entregar la ciudad. Solo Pedro Hinojosa, Porfirio Díaz y Felipe Berriozábal  compartían la idea de romper el asedio como hiciera José María Morelos durante el Sitio de Cuautla. Finalmente se impuso la decisión de la mayoría. Ignacio de la Llave estuvo a favor de la capitulación, pero aclarando que lo hacía solo porque ya era demasiado tarde para tomar cualquier otra decisión.
Finalmente, tras dos meses de férrea y heroica resistencia, se ordenó la rendición el 17 de mayo, no sin antes destruir todo el armamento existente y disolver simbólicamente el Ejército de Oriente.
De los 21 000 soldados iniciales solo quedaban entre 8,000 y 10,000 soldados mexicanos, que fueron hechos prisioneros. De ellos, unos 5,000 se pasaron (y los pasaron) a las tropas de Leonardo Márquez; a otros 2,000 se les destinó a destruir trincheras y barricadas, y a limpiar restos humanos y escombros para la entrada de los franceses a la ciudad. Al resto, junto con los oficiales que se negaron a firmar un juramento de que no tomarían las armas contra el Imperio, los llevaron a Veracruz para embarcarlos a Francia y La Martinica. Sin embargo, en el viaje al puerto se fugaron nueve generales -entre ellos el propio González Ortega, Negrete y Díaz- de los 22 que se rindieron, y solo embarcaron a 110 de los 228 oficiales capturados; entre los evadidos estuvo el entonces coronel Mariano Escobedo.
Las fuerzas francesas entraron a una Puebla desolada y en ruinas el 19 de mayo de 1863. Sin oposición avanzaron hasta la Ciudad de México, a donde llegaron por el oriente el 10 de junio; por el poniente salió el presidente Benito Juárez con toda su comitiva de gobierno, con rumbo a San Luis Potosí, con lo que inició la huida del gobierno republicano hacia el norte, ante el avance de las tropas invasoras. Por la caída de Puebla, Napoleón III otorgó a Forey el grado de mariscal de Francia y lo repatrió, quedando Bazaine al mando de las fuerzas francesas.

## Consecuencias
En la capital solo habían poco más de 4000 soldados, insuficientes para defenderla. El 1 de junio el Congreso de la Unión concedió facultades extraordinarias al presidente y ese mismo día abandonó la capital para establecerse en el norte del país. En la clausura de las sesiones de aquel Congreso, Juárez dijo: 

No obstante la violencia y lo peligroso de la situación presente, os habéis entregado a vuestras importantes ocupaciones hasta el día de hoy, en que la Constitución os manda terminarlas.
Y bien que esto no importe una novedad ni un grande esfuerzo para los dignos representantes del pueblo mexicano, en que todas las virtudes cívicas resplandecen, será, sí, una prueba más del imperio sereno y seguro que conservan nuestras instituciones a la vista del enemigo extranjero, cuando no sólo éste sino muchos políticos de Europa, vaticinaban la ruina miserable de nuestro gobierno al ruido sólo de las armas de Napoleón III.
Pero la influencia del ejército que este príncipe nos ha enviado para subyugarnos, no alcanza más allá del terreno que ocupa y nuestros enemigos no pueden siquiera enorgullecerse de esta ocupación que ha dejado el honor todo y la gloria de nuestra parte.
La adversidad, ciudadanos Diputados, no desalienta más que á los pueblos despreciables; la nuestra está ennoblecida por grandes hechos, y dista mucho de habernos arrebatado los inmensos obstáculos materiales y morales que
opondrá el país contra sus injustos invasores. 
Vosotros vais ahora á servir á la Patria fuera de este recinto, y vuestro amor á ella deberá en todas ocasiones animarse por la seguridad de que el Gobierno sostendrá la voluntad del pueblo mexicano, manteniendo á todo trance incólumes su autonomía y sus instituciones democráticas.

Sus primeras órdenes se encaminaron á organizar dos ejércitos, uno que se tituló Ejército del Centro, y fue el segundo de ese nombre. Otro que se llamó Ejército de Reserva y que organizó el General Doblado con los elementos del Estado de Guanajuato. 
Tras la salida del ejército mexicano de la capital los imperialistas formaron un gobierno provisional (Junta Superior de Gobierno) dirigido por Mariano Salas, Juan Nepomuceno Almonte y el arzobispo Pelagio Antonio de Labastida y Dávalos, para ejercer el Poder Ejecutivo hasta la llegada de un príncipe europeo que ocuparía el trono del recién restablecido imperio mexicano; se trató de Maximiliano de Habsburgo.